# Grindie
Grindie é uma forma de música que surgiu no início de 2006. Mais um substrato da cena UK Garage, é uma fusão da música indie britânica ou rock alternativo britânica e do grime. O grindie compartilha com o grime o apelido de Brit Hop.

## História
O gênero tem se proliferado, de modo que existem bandas que realmente fazem "encaixar" os vocais de MCs e rappers com o som de musicos ao estilo indie. Bandas como Hadouken! usam os recursos normais de uma banda de rock (guitarra, baixo, etc), mas com um Rapper, não muito diferente de grupos de nu-metal como Limp Bizkit e Linkin Park. Algumas bandas, porém, mais orientada pela influencia do rock, desenvolveram as suas próprias inovações fora do gênero. Alguns críticos têm acusado de ser uma invenção da imprensa (por ser comparável ao New Rave), ou seja, um nome sobre algo que de fato não seria uma novidade, apenas uma adaptação da cena UK Garage underground para o mainstream.